# Övre Vapstsjön
Övre Vapstsjön är en sjö i Storumans kommun och Vilhelmina kommun i Lappland och ingår i Vapstälvens huvudavrinningsområde. Sjön har en area på 2,46 kvadratkilometer och ligger 566 meter över havet. Övre Vapstsjön ligger i Virisens vattensystem Natura 2000-område. Sjön avvattnas av vattendraget Vapstälven (Granån).

## Delavrinningsområde
Övre Vapstsjön ingår i det delavrinningsområde (725918-145765) som SMHI kallar för Utloppet av Övre Vapstsjön. Medelhöjden är 652 meter över havet och ytan är 18,23 kvadratkilometer. Räknas de 48 avrinningsområdena uppströms in blir den ackumulerade arean 342,07 kvadratkilometer. Avrinningsområdets utflöde Vapstälven (Granån) mynnar i havet. Avrinningsområdet består mestadels av skog (76 procent). Avrinningsområdet har 2,49 kvadratkilometer vattenytor vilket ger det en sjöprocent på 13,7 procent.